# Néfer-Setekh
Néfer-Setekh (également écrit Néfersetekh) est le nom d'un haut fonctionnaire de l'Égypte antique, qui a vécu et travaillé soit à la fin du milieu de la IIe dynastie, soit au début de la IIIe dynastie, et qui s'est fait connaître par son nom, qui s'adressait à la divinité Seth.

## Attestations
Néfer-Setekh est connu par sa stèle funéraire endommagée découverte à Helwan. Cette stèle représente Néfer-Setekh comme un défunt assis devant une table d'offrandes, vêtu d'une robe très serrée. Il regarde vers la droite, son nom et son titre sont gravés juste au-dessus de sa tête. Sur le côté droit de la table d'offrandes, la stèle représente et décrit des aliments sacrificiels tels que de la volaille, des oignons, de la laitue et du pain. En outre, la stèle contient une liste sous forme de tableau, qui énumère et décrit les vêtements précieux et les tissus tels que la toile et le fil. La liste contient également l'énumération et la description de plusieurs sortes d'huiles parfumées et d'encens,.

## Biographie
Le seul titre administratif conservé de Néfer-Setekh est celui de « prêtre-ouâb du roi ». Les détails concernant sa famille sont inconnus.
Le nom de Néfer-Setekh signifie « Seth est bon », car le signe hiéroglyphique de nfr signifie « aimable » ou « bon » lorsqu'il est associé à une certaine divinité. Toby Wilkinson traduit cependant ce nom par « Seth est beau ». Ce nom présente un intérêt particulier pour les égyptologues et les historiens, car il s'adresse directement à la divinité Seth.
La présence de ce dieu Seth dans son nom a conduit des égyptologues comme Toby Wilkinson et Christiana Köhler à situer la vie de Néfer-Setekh dans la seconde moitié de la IIe dynastie, lorsque la divinité Seth jouissait d'une popularité particulière (par exemple, le roi Péribsen surmontait en effet son serekh avec la figure de l'animal séthien). D'autres égyptologues, comme Jochem Kahl et Katrin Scheele, s'opposent à cette datation. L'utilisation de stèles avec des listes tabulaires comprenant l'énumération des offrandes n'est pas attestée archéologiquement avant le début de la IIIe dynastie et les signes spéciaux pour les nombres tels que ceux utilisés dans la stèle de Néfer-Setekh n'étaient pas non plus utilisés avant cette époque,.